# 国境のない地図
『国境のない地図』（こっきょうのないちず）は、宝塚歌劇団星組が上演した演劇作品。
宝塚の形式名は「宝塚グランドロマン」、東京は「宝塚・グランドロマン」。宝塚の本公演は2部35場、東京は2部37部。
1995年3月31日から5月8日（新人公演：4月18日）に宝塚大劇場、同年7月2日から7月29日（新人公演：7月11日）に東京宝塚劇場で上演された。
第1部の副題は「風になりたい」。第2部は「永遠よりも長く」。宝塚の新人公演は第1部のみ。併演作品のない1本立ての作品。

## 概要
ベルリンの壁に翻弄された母子の別れと再会を描いた。
麻路さきトップお披露目公演。宝塚大劇場公演は81期生初舞台公演、阪神・淡路大震災からの公演再開第1作となった。
劇中、麻路はピアノ演奏を披露。
白城あやかとのデュエットダンス時の使用楽曲に選ばれたベートーベンの「悲愴」第二楽章は、震災で傷つき、疲弊した人々の心に深い安らぎを与えた。

## あらすじ
1987年、春。ニューヨークのリンカーンセンターでは、作曲家ヘルマン・グリーフがピアノ・コンチェルト『国境のない地図』を発表する。演奏会後のパーティーで、ヘルマンは『国境のない地図』に込められた思いを語り始める。ヘルマンは幼いころ東ベルリンに母ベアーテと住んでいたが、彼が9歳の時、西ベルリンの病院におつかいに出かけた際に東西にベルリンの壁が築かれ、母親と引き裂かれてしまったのだ。彼は母親に会いたいという思いと、分断された祖国の哀しみを訴えるために『国境のない地図』を作曲した。このニュースはあっという間に世界中に広まる。
やがて日本人特派員渡瀬から、隣に住む女性ザビーネが5年前まで東ベルリンでベアーテと一緒に住んでいたことがあるという情報がもたらされる。彼女は5年前に一家で東ベルリンから西ベルリンへ逃亡しようとして失敗し、両親と姉と引き裂かれた過去を持っており、その時のショックで声を失っていたのだった。
そんなある日、ヘルマンの元に東ドイツ文化省の役人だと名乗る女性が現れ、彼を東ベルリンでの公演に招聘したいと申し出る。彼女はベロニカといい、ザビーネに瓜二つだった…。

## 1995年当時の専科所属による出演者
- 松本悠里[2]
- 葉山三千子[2]
- 星原美沙緒[2]
- 磯野千尋[2]
- 箙かおる[2]

## 主な配役
本公演
※役柄は出典にしていない（2017年1月現在）。
- ヘルマン・グリーフ（東ベルリン出身の作曲家）：麻路さき[2]
- ベロニカ（秘密警察官）／ザビーネ（ベロニカの妹）：白城あやか[2]
- 渡瀬仁（ジャパン・デイリーの特派員）：稔幸[2]
- 伎芸天女：松本悠里[2]
- ヴェルナー・シュミット：星原美沙緒[2]
- カウフマン：磯野千尋[2]
- ハインリッヒ（秘密警察官）：真織由季[2]
- フィリップ（ル・モンド紙（フランス）の特派員）：絵麻緒ゆう
- ベアーテ（ヘルマンの母）：出雲綾[2]
- ソフィー（ヘルマンの幼なじみ）：月影瞳
- ジョン・ミラー（ワシントンポスト（アメリカ）の特派員）：湖月わたる

新人公演
- ヘルマン：湖月わたる[2]
- ベロニカ／ザビーネ：秋園美緒[2]
- 渡瀬仁：朝宮真由[2]
- 伎芸天女：陵あきの[2]
- ヴェルナー：大夏しづき[2]
- カウフマン：大洋あゆ夢[2]
- ハインリッヒ：久城彬[2]
- ベアーテ：原美笛[2]

## スタッフ
※氏名の後ろに「宝塚」、「東京」の文字がなければ両公演共通。
- 作・演出：植田紳爾
- 演出：谷正純
- 作曲・編曲：寺田瀧雄・吉田優子・鞍富真一
- 音楽指揮：岡田良機（宝塚）・佐々田愛一郎（宝塚）、伊沢一郎（東京）・清川知己（東京）
- 振付：花柳芳次郎・喜多弘・羽山紀代美・尚すみれ・黒瀧月紀夫・小沢周三
- 装置：関谷敏昭
- 衣装：有村淳・中川菊枝・尾上菊雄
- 照明：今井直次
- 音響：加門清邦
- 小道具：万波一重・伊集院徹也
- 効果：扇野信夫
- 演技指導：美吉左久子
- 演出助手：加藤誠・植田景子・齋藤吉正
- 装置捕：広森守
- 舞台進行：表原渉・恵見和弘
- 舞台監督：盛田光紀（東京）・江口正明（東京）・鈴木ひがし（東京）・柴田尚（東京）・貫井かおり（東京）・宮脇良太（東京）
- 演奏：東宝オーケストラ（東京）
- 製作担当：津村健二（東京）
- 制作：岩崎文夫
- 協力：Lufthansa・ヤマハ 株式会社
- 衣装生地提供：日東紡績 株式会社
- 演出担当（新人公演）：加藤誠